# 豊岡弘
豊岡 弘（とよおか ひろし、1969年1月14日- ）は、長崎県佐世保市出身の高等学校教諭（保健体育）、元競輪選手。競輪選手としては、現役時代は日本競輪選手会長崎支部所属。日本競輪学校（当時。以下、競輪学校）第69期生。

## 経歴
西海学園高等学校時代に自転車競技を始め、その後、早稲田大学に進学。早大在籍時代、1988年ソウルオリンピックの1000mタイムトライアルに出場し16位。卒業後は教員になる夢もあったが、自転車でまだ遣り残したことがあるという理由も手伝い、競輪選手への道を歩む。
1991年、競輪学校に69期生として入学。同期には1990年の世界自転車選手権・タンデムスプリント銀メダリストで稲村雅士を父に持つ稲村成浩をはじめ、日本アマチュア自転車競技の第一線で活躍した生徒が大勢いたが、豊岡は稲村とともにゴールデンキャップ獲得者となるなど、将来を嘱望された。
デビュー戦は1992年4月18日、ホームバンクの佐世保競輪場で迎え4着。1996年の寛仁親王牌では決勝に進出（7着）し、2002年頃までは常時特別競輪にも出場していたが、長崎県の教員採用試験の年齢上限が40歳だったこともあり、学生時代に憧れていた教員転身を決意。2006年に採用試験に合格したことから引退手続きを取った。
2007年3月27日、選手登録消除。通算戦績1239戦167勝、優勝10回。
豊岡が教員に転身した理由はもう一つある。それは豊岡が鹿町工業高校に赴任する前まで、長崎県内にある高等学校に自転車部が1校も存在していないことにあった。赴任早々、豊岡は同好会という形ながらも5人の生徒を集めた（のち同好会は、県内の高等学校で唯一となる自転車競技部に昇格させた）。また、2014年に開催される長崎国体の自転車競技において、長崎県を優勝させる目標を県の自転車関係者から課せられていたという。
2023年時点で、長崎県立鹿町工業高等学校の教諭を務めている。同校生徒では高尾貴美歌と山口伊吹がともに女子競輪選手となったほか、自転車競技部部員の松本昂大が日本競輪選手養成所第125回期生として2024年5月に競輪選手としてデビューした。